# Église Saint-Pierre de Vesly
Pour les articles homonymes, voir Église Saint-Pierre.
L'église Saint-Pierre de Vesly est un édifice catholique, du XIIIe siècle, fortifiée au XVe siècle, qui se dresse sur le territoire de la commune française de Vesly, dans le département de la Manche en région Normandie. L'édifice est classé au titre des monuments historiques.

## Localisation
L'église est située sur la commune de Vesly, dans le département français de la Manche.

## Historique
L'église, dédiée à saint pierre, a été construite au XIIIe siècle à l'emplacement d'une nécropole mérovingienne.

## Description
L'église présente le plan couramment répandu du XIIIe au XIVe siècle : une nef de deux étages d'arcades et de baies, et des bas-côtés couvert d'un toit indépendant.
Les arcades des cinq travées de sa nef du début du XIIIe siècle reposent sur des colonnes cylindriques coiffées de chapiteaux sur bases carrées. Le transept est du XIIIe siècle. Le chœur, de style gothique flamboyant, a été reconstruit, pendant la renaissance normande, au cours de la décennie 1460 grâce aux libéralités de Guillaume de Cerisay, grand bailli de Cotentin,.
Le porche occidental a été édifié en 1472. On peut lire l'épitaphe suivante :
« L'an de grâce mil CCCC LXXII ce portal
fut faict et donné par
noble homme Pierre Le Poupet
en son vivant seigneur de Besneville
Dieu luy donnent paradis. Amen. ».
De nombreuses inscriptions obituaires sont apposées sur les piliers de la nef.
La tour fortifiée au XVe siècle comprend sur deux de ses faces un parapet en encorbellement sur une rangée de corbeaux moulurés.
Sur la côtière sud, on peut voir un cadran solaire en calcaire du premier quart du XVIIIe siècle (1723), qui a conservé son style en fer, inscrit au titre objet aux monuments historiques.

## Protection
L'église est classée au titre des monuments historiques par arrêté du 12 décembre 1996.

## Mobilier et décor
L'église abrite différentes œuvres classées au titre objet aux monuments historiques : tableau, statues de sainte Walburge du XVIe siècle, et de saint Sébastien du XVIIIe siècle, banquette des thuriféraires du XVIIIe siècle, etc., ainsi qu'une chaire d'époque Régence.
Une pierre de consécration d'autel (limite XIe – XIIe siècle) en marbre de Purbeck provenant du grenier du presbytère est aujourd'hui conservée au dépôt départemental de la Conservation des antiquités et objets d'art de la Manche.